# Протестный голос

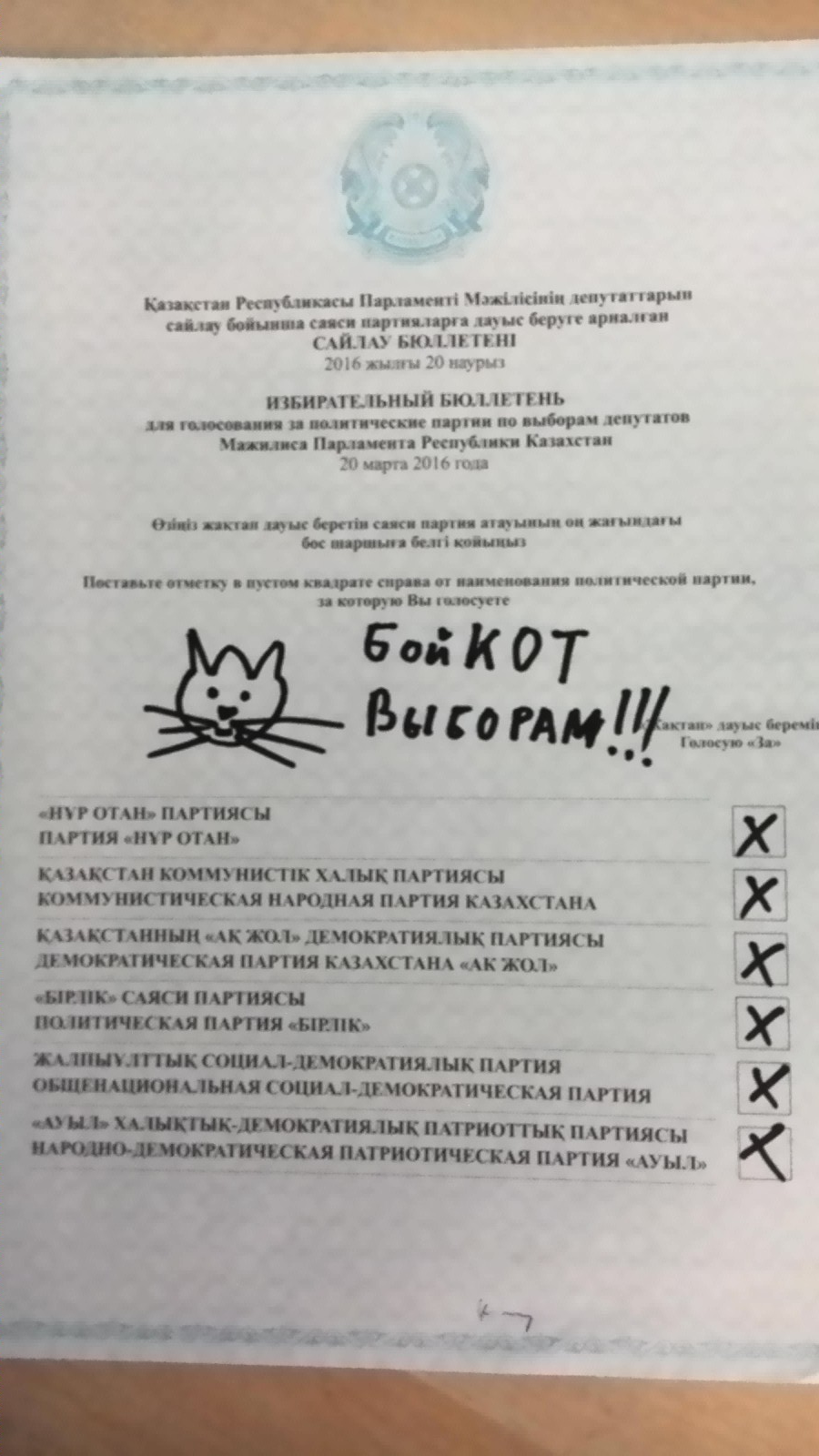
Испорченный бюллетень на парламентских выборах Казахстана в 2016 году

Проте́стный го́лос — это голос на выборах, предназначенный для демонстрации недовольства выбором кандидатов или действующей политической системой со стороны избирателя. Он может быть назван «гипотетическим», если избиратель согласился бы на других кандидатов в текущей системе, или «структурным», если избиратель выступает против всей системы — обычно представительной демократии, но также может означать противостояние подвиду системы — однопартийной системе, системе с доминирующей партией или двухпартийной системе.
Наряду с воздержанием, которое представляет собой акт неголосования, протестный голос часто считается ясным знаком недостаточности легитимности.

## Протестный голос и воздержание
Воздержание может быть формой протестного голоса, когда не является простой апатией избирателей или безразличием к политике в целом.
Проблема с воздержанием заключается в том, что оно сохраняет статус-кво, что может быть противоположно намерению протеста. В системе, при которой один кандидат имеет наибольшую поддержку, протест путём воздержания увеличит это большинство в результатах выборов. Например, пусть 10 человек голосуют за две партии, А и Б. Шесть поддерживают партию А и три поддерживают партию Б, а один собирается протестовать. Если протестующий проголосует за партию А, то результаты составят 70 % против 30 % (за А и Б, соответственно); если протестующий не поучаствует в выборах, то результаты составят 67 % против 33 %; если протестующий проголосует за партию Б, то результаты составят 60 % против 40 %. В более крупных выборах разница меньше, но механизм остаётся тем же.
Таким образом, воздержание фактически увеличивает долю голосов за самого популярного кандидата, в то время как голосование против популярного кандидата уменьшит его преимущество. В то же время голосование за кандидата, который не пройдёт определённый процентный барьер, также увеличит долю голосов самого популярного кандидата.

## Формы протестного голоса
Чаще всего избиратели портят бюллетень, делая его недействительным — ставят больше одной галочки или иного знака в квадратиках за кандидатов. Некоторые способы порчи довольно оригинальны: на бюллетенях пишут слова недовольства, рисуют карикатуры, вписывают популярных политиков из соседних стран или сказочных героев. Если есть возможность вписать своего кандидата, вписывают сказочного героя — например, на местных выборах в США и парламентских выборах в Швеции популярны Микки Маус и Дональд Дак.
В странах, где политическая система слаба и люди массово недовольны ситуацией, может возникнуть «тёмная лошадка», стягивающая на себя протестные голоса. Наиболее известны из них наряженный ситхом Дарт Алексеевич Вейдер (Шевченко) и менее удачливый кандидат — Василий Протывсих (Гуменюк). Некоторые из таких протестных кандидатов могут быть даже выбраны — как Тиририка (цирковой клоун, депутат Бразилии с 2010, баллотировавшийся под лозунгом «Хуже уже некуда, голосуйте за Тиририку») и Ральф Регенвану (член парламента Вануату с 2008, министр с 2011).